# Комаров, Владимир Андреевич
Комаров, Владимир Андреевич (род. 14 сентября 1976, Новосибирск) — российский музыкант, певец, композитор, саунд продюсер, DJ, журналист. Лауреат музыкальной премии «Золотая Горгулья» в составе Punk TV. Номинант кинопремий «Белый слон» и «Ника». Обладатель «Поощрительного приза» международного кинофестиваля Cinematic European Film Festival.
Основатель шугейз-группы Hot Zex и фронтмен электро-рок-группы Punk TV. В настоящее время записывается в составе дуэта The Dayoffs или сольно.

## Биография
Современной музыкой Владимир заинтересовался в возрасте шести лет, когда его мама привезла из Японии кассетный магнитофон с записями The Beatles. В 1989-м году закончил 8 летнее образование в музыкальной школе по классу рояля (последние 3 года обучения прошли на эстрадно-джазовом отделении). Первого сентября 1991 года со своими друзьями-одноклассниками организовал арт-панк-группу «Ремонт Обуви», которая в течение двух месяцев была преобразована в более серьёзный проект Hot Zex.
 После окончания отделения истории мировой культуры на историческом факультете Новосибирского Государственного Педагогического Университета продолжил образование в аспирантуре Новосибирского Государственного Архитектурно-Строительного Университета на кафедре философии по специальности социальная философия. После окончания аспирантуры в 2001 году с предоставлением текста диссертации «Природа и типология национализма» работал журналистом. В 2002 году окончил курс Management Training Program в бизнес-школе Манчестерского Университета (Великобритания).
 Когда летом 2006 года новый музыкальный проект Владимира Punk TV заключил продюсерский контракт со столичной музыкальной компанией Soundhunters, он переехал в Москву и приступил к профессиональному занятию музыкой. Творчество Hot Zex и Punk TV оказало значительное влияние на развитие российского инди-рока и индитроники и заслужило признание за пределами России.
 С 2011 года живёт в Нью-Йорке. Женат, воспитывает дочь Еву.

## Музыка
- В качестве бас-гитариста, Владимир участвовал в одном из ранних составах новосибирской группы «Йод» и играл на легендарном первом концерте группы 8 мая 1993 года в ДК «Химкомбината» (г. Новосибирск).
- В 2007—2011 годах часто выступал как DJ и являлся резидентом московского клуба «Кризис Жанра».
- Осенью 2007 года Владимир записал вокал в песню «Белый лист» для сайд-проекта группы Би-2 «Нечетный Воин — 2». В 2008 году Владимир выступил с Би-2 на главной сцене фестиваля «Нашествие» и во многочисленных ТВ-шоу. Концерт Би-2 3 августа 2008 г. в московском театре «Школа современной пьесы» с его участием был позже выпущен на DVD в 2011 году.
- В 2008 году сотрудничал с Олегом Костровым на записи пластинки его проекта Supersonic Future «Лучшие из худших»[1]. Записал большинство гитарных партий на альбоме и исполнил вокальную партию в англоязычной версии песни «Мертвые мальчики» — «Dead boys».
- В 2008 году записал партии синтезаторов для песни «Anyday Anytime» московской инди-рок группы Lost Weekend. Песня вошла в альбом Lost Weekend «Lights and Fears», выпущенный рекорд лейблом Fusion/Gala в 2010-м году.
- Участвовал в рекорд-сессиях с участниками Nuclear Losь, Silence Kit и Tribes of the City. Исполнил партию ритм-гитары в сингловой версии песни «Inhalation» (релиз: 6 апреля 2010) новосибирской группы FPRF.
- Вместе в вокалистом/бас-гитаристом Dairy High Александром Богданом образовал JAMC кавер-группу под названием Teenage Lust. Взяв за образец звук братьев Рейд периода альбомов Darklands и Automatic Богдан (бас) и Комаров (гитара) использовали драм-машину и по очередно исполняли вокальные партии. Дуэт дважды выступил в «Кризисе Жанра» в 2009-м году.
- 7 мая 2011 отыграл полный концерт за ударной установкой группы Aerofall в московском клубе Avant, выручив друзей, неожиданно оказавшихся без барабанщика.
- Весной 2012 в Нью-Йорке совместно с Dmitry Wild организовал electro-garage дуэт WOW!. После продолжительной серии концертов по местным клубам дуэт отправился в нью-йоркскую студию Stratosphere Sound для записи мини-альбома. Помимо Комарова и Wild в записи приняли участие Джастин Уэлч (исполнивший партию ударных в песне «Push») и Джэймс Аткин (сыгравший на аналоговых синтезаторах в треке «Adrenaline»). Сведение EP было завершено в последних числах декабря 2012, и так случилось, что песня «Push» стала последним миксом в истории Stratosphere Sound — в тот же вечер техники отключили микшерский пульт и студия закрылась по финансовым причинам. Спустя год журнал Stereo&Video выпустил эту запись в качестве CD-приложения (тираж 20 000) в декабрьском номере под названием «Strato Sessions EP».
- В июле 2013 совместно с участниками московской группы Revoltmeter Сергеем Киселевым и Андреем Орловым выпустил «Death Electric» EP под именем Monolizard. Стремительный обмен идеями по электронной почте через океан завершился короткой студийной сессией в Москве. Релиз был воодушевленно принят прессой по обе стороны Атлантики. Far From Russia охарактеризовал песню как «A fresh sound of Manhattan air…»[2], в то время, как влиятельный журнал Interview Russia назвал «Death Electric» «треком недели»[3].
- 6 ноября 2015 присоединился к группе Джеймса Аткина на Butlin’s Minhead Arena во время фестиваля Shiiine On Weekender (Великобритания) для исполнения гитарных партий в двух классических номерах EMF «Children» и «Unbelievable».
- 17 декабря 2016 выступил на сцене новосибирского Jonathan Pub вместе с музыкантами новосибирской shoegaze/dreampop группы FPRF Евгением и Михаилом Гавриловыми. Во многом импровизационный концерт, в течение которого музыканты неоднократно менялись инструментами и местами у вокального микрофона, явился своего рода ретроспективой новосибирской инди-музыки с начала 1990-х до 2010-х: прозвучали композиции Hot Zex, Punk TV, FPRF, а во время исполнения классического номера Nuclear Losь «Хлеб всему голова» к трио присоединился вокалист «лосей» Антон Трубица.
- 15 Мая 2020 в вместе с Дмитрием Грошевым (ex-Lost Weekend) и Евгением Франкевичем (Secrets of the Third Planet, ex-Silence Kit) выпустил песню «19 Мгновений весны» под именем Грозный Ваня и Опричники.
- 25 сентября 2020 ирландская группа Power of Dreams выпустила сингл «Hurricane», соавтором музыки которого стал Владимир. Сразу после своего выхода песня возглавила ирландский iTunes Top Alternative Songs Charts[4].

### Сольные работы
Комаров не раз утверждал, что не видит себя в роли артиста, занимающегося поп-музыкой сольно. Под своим именем он выпускает инструментальные, лоу-файные и экспериментальные записи на своей Bandcamp странице.
- 31 Января 2014 вышел альбом Milrock Instrumentals. Семь инструментальных треков были записаны в домашней студии в здании Milrock, на Манхэттене, и один на South Beach Studios в Майами.
- 25 Июля 2018 вышел фортепианный мини-альбом Elena. Шесть треков были записаны в Бруклинской студии Virtue And Vice Studios и посвящены маме Владимира — Елене.
- 1 Сентября 2018 Комаров опубликовал 4 трека под общим названием How I Spent Winter 2003. Как утверждает Bandcamp, треки были записаны дома в «Новосибирске на домашнем компьютере, с использованием процессора Pentium, 5-ти ватных безымянных колонок и советских наушников Electronica TDS-5M, в Январе-Марте 2003»[5].

### The Dayoffs
The Dayoffs — нью-йоркский студийный проект Владимира и японского звукорежиссёра Ацуо Мацумото. Музыканты познакомились и подружились на сессиях в Stratosphere Sound Studios, где Комаров записывал мини-альбом WOW!, а Мацумото случайно заменил выбывшего из строя звукорежиссёра, который должен был работать над записями.
Первый сингл дуэта «State Of Madness» вышел 28 Февраля 2016, клип на песню снял Федор Лясс. 11 Апреля 2016 дуэт выпустил второй сингл «Love Love Love».
Дебютный альбом названный просто «The Dayoffs» вышел 10 Ноября 2017 на немецком бутик-лейбле Emerald & Doreen Recordings и получил теплый прием в прессе.

Their music is elastic with some pretty catchy riffs, multilayered in each track with some solid pop elements that, taken all together, develop their colorful and acute style.— Mike D, Noise Journal

On their self-titled album, the Dayoffs stick loads of fast and furious 80s/90s pop rock groups into a blender until they form a gooey, shiny paste. (3/5)— Dafydd Jenkins, The Wee Review

Infused with the spirit of New York City, their self-titled debut LP The Dayoffs isn’t a straight-up rock album — the band’s unique sound features an impressive diversity of sound and genre influence, drawing from many different styles of rock, pop, and electronic music. At times loud, calm, fast, slow, melancholic, and happy, the album takes the listener on a journey through Vladimir and Atsuo’s emotions, New York City, and unknown places. The combination of electronic sounds, catchy guitar riffs, driving beats, and dynamic vocals are well-chosen and the reason why this album is an absolute must-have for any music lover.
One thing is clear: Vladimir and Atsuo poured all their heart and soul into this great piece of music. Authentic, modern, and honest, The Dayoffs are about to become a rising star in the rock/pop world. (4/5)— Sarah Weinberg, Spill Magazine
Motif присудил пластинки звание «альбома недели»:

Rock ‘n’ roll is at the heart of each track but there are electronic and atmospheric elements as well. Distortion and feedback alternate with each other, building a lot of noise. The Dayoffs’ debut isn’t your typical post-punk record. There’s a lot to offer through melodies and amplification that can’t be ignored.— Rob Duguay, Motif
Dancing About Architecture поставили запись в список лучших 10-ти лучших альбомов 2017:

The album is a wonderful tapestry of dream pop soundscaping, introverted shoegazing, the occasional grunge work out, darkly detached and emotive vocals, and razor wire riffs bound together by meshes of wild and warped guitar. The word here is texture, like an exotic hand made Persian rug, musical lines are warped and wefted to wonderful effect and despite the riot of colour, nothing is wasted, no one thread obscures another, the complex beauty is apparent for all to see.— Dave Franklin, Dancing About Architecture
20 Июля 2018 Emerald & Doreen Recordings выпустили мини-альбом The Dayoffs - Daytona Remixes. Все треки были ремикшированны испанским саунд-продюсером Daytona.

## Саунд-продюсирование
Комаров работает над звуком не только собственных музыкальных проектов.
- Дебют в качестве приглашенного саунд-продюсера состоялся осенью 2006 года в рижской студии Sound Division Studio на записи 4-х песен московской инди-группы Dairy High. Песня «Evil Lullaby» была выпущена в 2007 году как семидюймовый виниловый сплит-сингл. На другой стороне пластинки помещалась композиция «Honeypod In My Head» новозеландской группы The Cakekithchen. Годом позже «Evil Lullaby» и ещё три композиции с той рекорд-сессии («The Crooked Mile (Without a Song)», «Flickering Light», «Most Expensive Crash») вошли в состав одноимённого альбома «Dairy High». Остальные 6 песен альбома спродюсировал легендарный валлийский саунд-продюсер Greg Haver. Помимо работы над звуком Комаров также исполнил все партии рояля, мелодики, бэк-вокалы и предложил аранжировку акустической баллады «Running Aground».
- В конце 2007 года Комаров приступил к записи и сведению дебютного альбома московской пост-панк группы Manicure. Вышедшая весной 2009 года на лейбле Fusion/Gala пластинка имела оглушительный успех в России и заинтересовала зарубежную публику. Российский Rolling Stone назвал альбом «внятной претензией на лучший отечественный дебют года»[11], а журнал Афиша — «образцовым англоязычным пост-панком»[12]. Песня «Another Girl» была использована в рекламном ролике известного алкогольного бренда и попала в саундтрек фильма Антикиллер Д.К.. Помимо работы над звуком альбома Комаров программировал ритм машины и бас-синтезаторы для песен «I Wanna Be Free» и «The One», а также исполнил партию гитары в песне «Magic is Shit».
- 15 сентября 2013 Владимир выложил на Bandcamp доступный к бесплатному скачиванию альбом «Up» своей дочери Eva V., которой в этот день исполнилось ровно 2 года. 8 треков были записаны в период между мартом и маем 2013 в домашней студии в Нью-Йорке. Эта неожиданная и экспериментальная запись — Eva поет на непереводимом «детском» языке и даже играет на некоторых инструментах — получила теплые отзывы коллег и прессы. Oliver Ackermann (A Place to Bury Strangers) считает, что «This record is amaizing!!! Little girl sure does have some voice!», Джеймс Аткин так же считает, что альбом получился «Very cool! (и особенно трек) „Karavan“ is very twisted», а Джастин Уэлч добавляет «…I’d love to of played on a album like this at her age». Far From Russia в своей рецензии написал: «Untranslatable lyrics» — but therein lies the charm. These are simple things adults have forgotten how to express[13]. DJ Андрей Панин сыграл заглавный трек «Up» в своей программе (выпуск 30) на radiofallow.me.
- В ноябре 2013 Комаров вернулся к работе с Manicure на их третьем альбоме «Восход». За пять суток пластинка была сведена (Комаров так же доиграл некоторые барабанные и синтезаторные партии) в нью-йоркской студии Tiny Thunder Audio. Авторитетное издание Афиша-Волна поставила «Восход» на «третье место в с писке 20-ти лучших русских альбомов 2014»[14].
- 18 Ноября 2014 вышел мини-альбом московской поп-роковой группы The Vice «Other Vice» спродюсированный Комаровым.
- 2 Марта 2015 был выпущен дебютный сольный альбом вокалиста EMF Джеймса Аткина «A Country Mile». Работа над альбомом началась ещё в сентябре 2013. Владимир спродюсировал 9 треков, исполнил некоторые гитарные, басовые, перкуссионные и барабанные партии, а также занимался дополнительным программированием электронных инструментов. Британская пресса тепло приняла возвращение Джеймса: «The album is bursting with melodies and haunting arrangements which at their heart feature one of the most distinctive rock/pop/indie voices of all time»[15].
- 15 сентября 2016 на Bandcamp появился второй альбом Eva V. — «Five».
- 13 сентября 2019 новая группа вокалиста Manicure Евгения Новикова «Новиков Прибой» выпустила видео на песню «Ленинлав», спродюсированную Комаровым.

Комаров сделал ремиксы на треки артистов: Ian Brown, Ash, James Atkin, SPC ECO, Curve, Asbo Kid, Craig Walker, Kontakte, Electric Mainline, The Nova Saints, Bondage Fairies, Brittle Stars, Найк Борзов, БИ-2, Mars Needs Lovers feat. Илья Лагутенко, Illuminated Faces, Aerofall, Secrets of the Third Planet, A Headphones, Terrible Ivan, Blast.

## Работа в кино
- В апреле 2012 г. в прокат вышел художественный фильм «Свидание» режиссёра Юсупа Бакшиева, для которого Владимир (вместе с Алексом Кабаевым, под именем Punk TV) записал значительную часть оригинального саундтрека. Он так же снялся в эпизодической роли «звукотехника» школьного герл-бэнда The Poisoned Peaches.
- В короткометражной комедийной драме Федора Лясса «Trash Can on the Left» (2015) Владимир отвечал за подбор саундтрека, а также сочинил и записал большинство оригинальной музыки к фильму под именем The Dayoffs, вместе со своим коллегой по группе Ацуо Мацумото. Владимир мимолетно появляется на экране в эпизодической роли «человека у игровых автоматов».
- В 8-й серии телесериала Винил, созданного Миком Джаггером и Мартином Скорсезе и вышедшем на канале HBO в феврале 2016, Владимир сыграл эпизодическую роль «посетителя банка».
- Композитор и исполнитель (вместе с Ацуо Мацумото) оригинального саундтрека в полнометражной военной драмме Алексея Федорченко «Война Анны». Премьера фильма состоялась на Роттердамском кинофестивале в январе 2018 года[16]. 26 июля 2018 года картина получила гран-при кинофестиваля нового российского кино «Горький fest»[17]. В этом же году «Война Анны» завоевала Гран При международного кинофестиваля в Севильи. 25 января 2019 года фильм получил российскую премию «Золотой орёл» в категории «Лучший фильм». Владимир и Ацуо получили номинацию «Лучшая музыка к фильму» на кинопремии «Белый слон», вручаемой Гильдией киноведов и кинокритиков России. 30 марта 2019 года картина получила главный приз в номинации «Лучший фильм» в рамках 32-й Национальной премии кинематографических искусств и наук «Ника»[18]. На этой же «Нике» Владимир и Ацуо получили номинацию «Лучшая музыка к фильму».
- Летом 2023 создал оригинальный саундтрек для швейцарской короткометражной драммы Conscience (режиссер Mariya Lukavska). в 2004 году фильм принял участие в международных кинофестивалях в Белграде (Сербия), Балнеариу-Камбориу (Бразилия) и Род-Айленде (США).
- Осенью 2024 сочинил (в соавторстве с Сашей Ночиным) и записал оригинальный саундтрек для американской короткометражной драммы Outbreath (режиссер Павел Ханютин). Эта работа получила "Поощрительную премию" в категории "Лучший оригинальный саундтрек" на международном кинофестивале Cinematic European Film Festival 2024.

## Журналистика
С осени 2001 г. по лето 2005 года Комаров работал журналистом в сибирской деловой еженедельной газете «Континент Сибирь». С сентября по декабрь 2002-го проходил стажировку в лондонской редакции Financial Times.
 C 2011 года сотрудничает с российскими редакциями Rolling Stone и GQ, Stereo&Video, Звукорежиссёр, интернет-порталами Look At Me и Искры.